# Iwan Michajlow (Boxer)
Iwan Michailow (bulgarisch Иван Михайлов; * 25. Dezember 1944 in Sliwen) ist ein ehemaliger bulgarischer Boxer. 
Michailow gewann 1967 die Bronzemedaille der Europameisterschaften. Bei den Olympischen Spielen 1968 erreichte er nach Siegen über Jan Wadas, Polen (4:1), Nils Dag Stroemme, Norwegen (5:0), und Seyfi Tatar, Türkei (5:0), das Halbfinale, welches er gegen Al Robinson, USA (4:1), verlor und damit eine olympische Bronzemedaille gewann. 
Nach einer weiteren Bronzemedaille bei den Europameisterschaften 1969 und der erfolglosen Teilnahme bei den Olympischen Spielen 1972 beendete Michailow seine Karriere. 